# Schottisch (Musik)
Schottisch ist die Bezeichnung für einen Tanz, aber auch für ein Musikstück im 4/4-Takt, vor allem in der Schweiz und teils auch in angrenzenden Ländern. In Schweden wird derselbe Rhythmus als „Schottis“ bezeichnet, in Norwegen als „Reinlender“.
Der zweite Satz in Heitor Villa-Lobos’ Suite populaire brésilienne für Gitarre ist ein als Schottish komponierter und benannter Choro.